# Eparchie balašovská
Eparchie Balašov je eparchie ruské pravoslavné církve nacházející se v Rusku.

## Území a titul biskupa
Zahrnuje správní hranice území Arkadakského, Balašovského, Jekatěrinovského, Kalininského, Krasnoarmejského, Lysogorského, Romanovského, Rtiščevského, Samojlovského a Turkovského rajónu Saratovské oblasti.
Eparchiálnímu biskupovi náleží titul biskup balašovský a rtiščevský.

## Historie
Roku 1918 vznikl balašovský vikariát saratovské eparchie, který zanikl roku 1933.
Dne 5. října 2011 byla rozhodnutím Svatého synodu zřízena eparchie balašovská. O den později byla zařazena do nově vzniklé saratovské metropole.

## Seznam biskupů

### Balašovský vikariát
- 1918–1919 Nifont (Fomin)
- 1921–1922 Nikolaj (Pozdněv)
- 1924–1927 Andrej (Komarov)
- 1927–1927 Jevgenij (Kobranov)
- 1927–1928 Flavian (Sorokin)
- 1929–1933 Iakov (Maskajev), svatořečený mučedník

### Balašovská eparchie
- od 2011 Tarasij (Vladimirov)